# L'Arche de Noé (film, 1933)
Pour les articles homonymes, voir L'Arche de Noé.
Pour plus de détails, voir Fiche technique et Distribution.
L'Arche de Noé ou L'Arche du père Noé (titre original : Father Noah's Ark) est un court métrage d'animation américain, en couleur de la série des Silly Symphonies réalisé par Wilfred Jackson, sorti le 8 avril 1933.
Le film reprend l'histoire de l'Arche de Noé avec pour scénario le texte de la Bible, Genèse 6:13- à 8:14.

## Synopsis
Noé, aidé par ses trois fils et leurs femmes, construit une arche qui accueille un couple de chaque espèce animale pendant le déluge qui durera 40 jours.

## Fiche technique
- Titre : L'Arche de Noé ou L'Arche du père Noé
- Titre original : Father Noah's Ark
- Réalisateur : Wilfred Jackson
- Voix[1] : Allan Watson (Noé), J Delos Jewkes (Qui construit l'arche?)
- Animateur[1] :
  - équipe principale : Norm Ferguson, Dick Lundy, Clyde Geronimi, Ham Luske
  - équipe de Ben Sharpsteen : Joe D'Igalo, Bob Kuwahara, Dick Williams, Jack Cutting, Hardie Gramatky, Leonard Sebring, Cy Young, Nick George, Ed Love, Harry Reeves, Roy Williams, Tom Bonfiglio, Chuck Couch, Bill Roberts, Marvin Woodward, Louie Schmitt, Paul Fennell
- Musique[1] : Leigh Harline (non crédité)
  - Musique originale : Skies are Clear, Rain Chant de Leigh Harline
  - Extrait de Kontre-Tanz No 1 (1791) de Ludwig van Beethoven
  - Extrait de First Call (1842) de George Behn
- Producteur : Walt Disney
- Société de production : Walt Disney Productions
- Société de distribution : United Artists Pictures
- Pays de production :  États-Unis
- Langue anglais : (en)
- Format : Couleur (Technicolor) — 35 mm — 1,37:1 — Son : Mono RCA System)
- Série : Silly Symphonies
- Durée : 8 min 24 s
- Dates de sortie : 
  - États-Unis : 8 avril 1933[2],[3]
  - Première à New York : 20 au 26 avril 1933 au Radio City Music Hall en première partie de The Working Man de John Adolfi
  - Première à Los Angeles : 8 au 14 juin 1933 au Loew's State en première partie de The Warrior's Husband de Walter Lang
  - Dépôt de copyright : 28 avril 1933

## Voix françaises
- Jean-Claude Briodin : Noé
- Martine Latorre (à confirmer) : La femme de Noé
- Les Costa et les Fléchettes : Chœur et voix chantées diverses

## Autour du film
- Le film est basé sur le thème biblique de l'arche de Noé. En 1959, Walt Disney produira un autre film sur le même sujet, Noah's Ark, réalisé en animation image par image par Bill Justice[3].
- Le soleil souriant apparaissant dans ce film est semblable à celui du Mickey Mouse Mickey postier du ciel (The Mail Pilot, 1933) et du court métrage The Hot Chocolate Soldiers (1934)[4]. Le film présente des gags légers sur les déconvenues de l'âge industriel dans les années 1930[5].
- C'est la première participation de Leigh Harline à la bande sonore d'une Silly Symphony[1].
- Selon Neil Sinyard, ce serait après vu ce film que Ward Kimball quitte son emploi et demande à sa mère de lui payer un vol pour la Californie afin de se présenter à l'entrée du studio Disney avec un portfolio pour demander à y travailler[6].